# Aix-sur-Cloie
Pour les articles homonymes, voir Aix.
Aix-sur-Cloie (Esch-op-der-Huurt en luxembourgeois, Yache-so-Cloye en wallon) est un village belge, situé au sud de la province de Luxembourg. Administrativement il fait partie de la ville d'Aubange. Avant la fusion de communes de 1977, il était rattaché à la commune d'Halanzy. Il compte 530 habitants au recensement du 31 décembre 2012.

## Géographie

### Localisation
Situé juste au nord-ouest du village d’Aubange, Aix-sur-Cloie fait partie de la Lorraine belge et plus particulièrement du Pays d'Arlon, sous-région culturelle où la langue vernaculaire traditionnelle est le luxembourgeois. Il jouxte la région de la Gaume, de patois gaumais, dont fait partie sa voisine : Halanzy.

### Hydrographie
Le ruisseau Brüll prend sa source au nord du village pour s'écouler vers le sud-est avant de se jeter dans la Chiers dans la zone des trois frontières.

## Toponymie
L'étymologie de Aix-sur-Cloie  vient d'une part du latin aquis (ablatif pluriel de « eau », utilisé également pour Aix-la-Chapelle ou Aix-en-Provence), et de la claie : un treillis ou une barrière (latin médiéval clida, du gaulois cleta) qui fait référence à la présence probable d'un pont de claies. Dans le toponyme germanique, Esch a le même sens et la même origine que Aix alors que "hurt" fait également référence à une treille, et s'apparente au terme allemand contemporain Hürde (barrière).

## Histoire
Esch-ob-der-Hurt, aujourd'hui Aix-sur-Cloie, était originairement dépendant de la châtellenie de Longwy. Avant la Convention du 16 mai 1769, Aix-sur-Cloie était un village du Barrois, rattaché au Bailliage de Villers-la-Montagne.

## Démographie

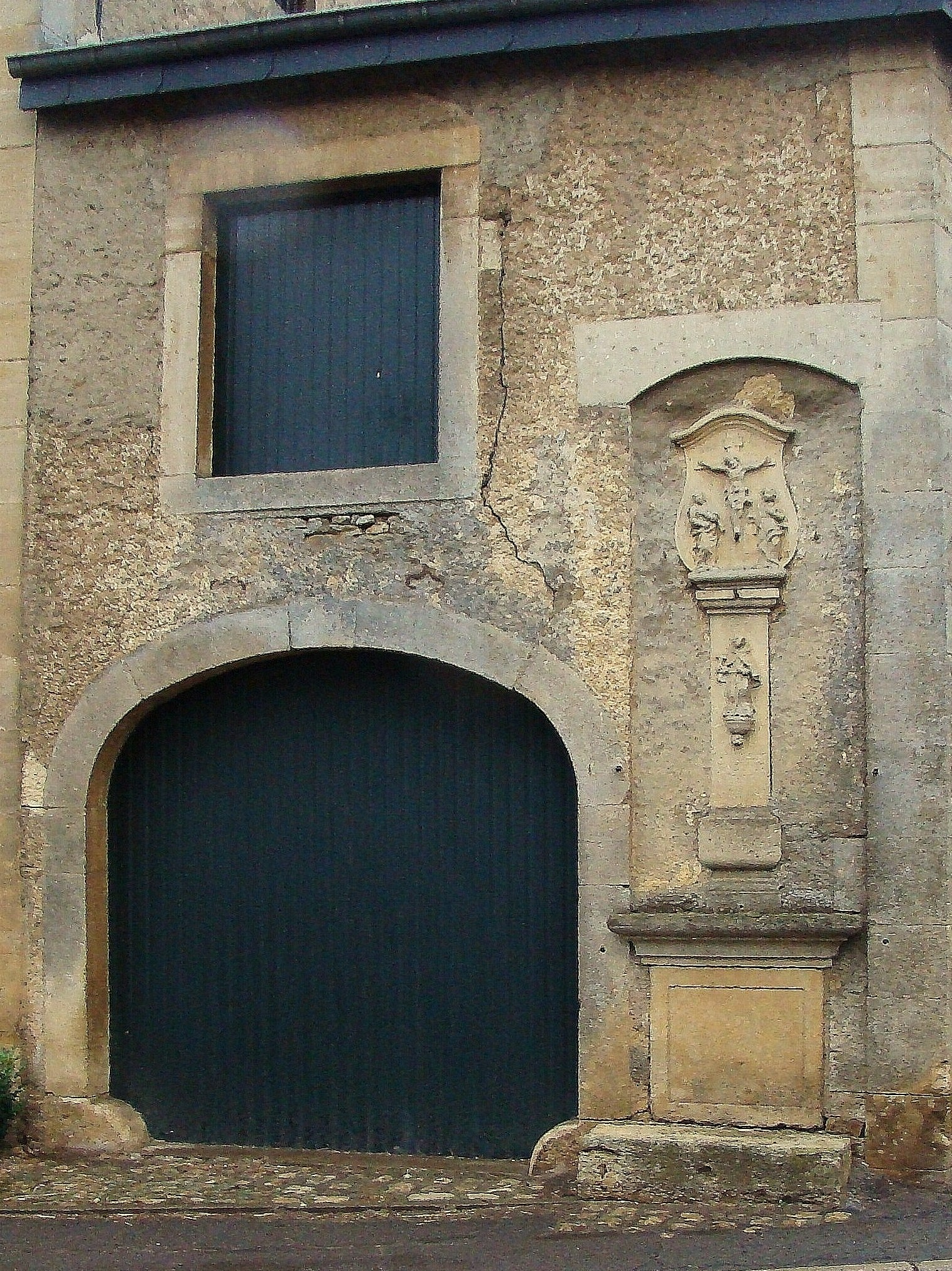
L'un des calvaires du village, encastré dans la façade d'une grange.

Le graphique suivant représente l'évolution du nombre d'habitants du village depuis le premier recensement de la commune d'Aubange après la fusion des communes, soit en 1978:

## Enseignement
Le village possède sa propre école communale.

## Transport
Aix-sur-Cloie est bordé au sud par la route nationale 88 reliant Florenville à Athus, via Virton. Le village est également le point de départ de la nationale 813, reliant la nationale 88 à Étalle, via Meix-le-Tige et Chantemelle.

## Vie associative

### Le club des jeunes
Il existe un club des jeunes dans le village, qui organise diverses activités tout au long de l'année.

### Le festival de musiqueAix'periment
Aix’periment est un festival de musique rock, metal et electro créé en 2011 par quatre jeunes du village souhaitant mettre en valeur les artistes locaux. Il tient place dans les champs qui bordent la rue de la grotte. Lors de sa première édition, le samedi 23 juillet 2011, il accueillit, durant une journée, une dizaine de groupes musicaux de la région. À la suite de la réussite du premier opus, l'édition 2012 fut quelque peu modifiée et accueillit, cette fois-ci sur deux jours (les 24 et 25 août), 24 groupes et 13 DJ's le tout sur trois scènes, ainsi qu'un emplacement camping pour les festivaliers souhaitant passer la nuit au village pour l'occasion.

## Patrimoine
- L'église Saint-Michel[8]
- Quatre calvaires classés